# Xuyi
Der Kreis Xuyi (chinesisch 盱眙县, Pinyin Xūyí Xiàn) ist ein Kreis der bezirksfreien Stadt Huai’an in der chinesischen Provinz Jiangsu. Bei der Volkszählung 2020 zählte er 607.211 Einwohner. und hatte eine Fläche von 2497,3 km². Das Terrain ist im Südwesten eher hügelig und im Nordosten niedrig, mit vielen Ebenen. Der maximale Höhenunterschied beträgt 223 Meter. Höchster Punkt ist mit 231 Metern über dem Meeresspiegel der Löwengipfel (獅子峰 / 狮子峰,  Shīzǐ fēng).
Ein historischer Name für Xuyi ist Xutai (盱胎). Im Rahmen einer Verwaltungsreform kam der Kreis Xutai 1954 von der Provinz Anhui, zu der er bisher gehörte, zur Provinz Jiangsu.
Die Stätte Ming Zuling (Ming zuling 明祖陵) – d. h. das Grab der Eltern und Großeltern des Gründers der Ming-Dynastie, Zhu Yuanzhang (1328–1398, reg. 1368–1398) – steht seit 1996 auf der Liste der Denkmäler der Volksrepublik China (4-73). Die südlichste der Kreisebenen von Huai’an grenzt im Norden an die bezirksfreien Städte Suqian und im Süden und Westen an Chuzhou (Anhui). Xuyi ist bekannt für die Produktion von Flusskrebsen.

## Namensherkunft
Die Bedeutung des Namens Xuyi ist umstritten, dennoch gibt es zwei mögliche Erklärungen. Zum einen: Die antike Stadt lag auf der Spitze eines Hügels und ermöglichte einen weiten Blick auf die Umgebung. Im alten Chinesisch bedeutet „xu“, die Augen weit geöffnet zu haben, während „yu“ geradeaus zu schauen bedeutet. Daher wurde sie nach Xuyi, der Haltung des Herausschauens, benannt. Zum anderen wurde sie nach Xuyi, einem östlichen Hügel außerhalb der Stadt, benannt.